# UFOセブン大冒険
『UFOセブン大冒険』（ユーフォーセブンだいぼうけん）は、1978年4月6日から1978年9月28日までTBSで放送されたドラマ形式のバラエティ番組である。放送時間は毎週木曜 19:00 - 19:30 (JST) 。

## 概要
未来から来た榊原郁恵がUFOに乗り、様々な時代を巡るという設定のドラマを展開していたバラエティ番組。榊原が本格的ドラマ『ナッキーはつむじ風』（1978年10月放送開始）よりも早くに主演を同じくUFO繋がりでのピンク・レディーと共に務めたバラエティドラマ。敵役では荒井注がレギュラー出演していた。
なお、実質的な前番組である『たまりまセブン大放送!』までと違い、当番組からはローカルセールス枠に移動（厳密には『まんが世界昔ばなし』との枠交換）となったため、TBSと同時ネットの局は少なかった。

## ストーリー
3978年の世界に住む少女・フェルメーテ（榊原郁恵）は、ある日タイムマシンの故障で7人の子供たち・通称「UFOセブン」とともに1978年の世界に放り出されてしまう。フェルメーテは科学者の家に居候しながら、姉のミーテ（ミー）とケーテ（ケイ）の元に帰るべく、隣のガンコおじさん（荒井注）に邪魔されながらも様々な珍冒険を繰り広げる。

## 出演者
- フェルメーテ：榊原郁恵
- ミーテ：ミー（ピンク・レディー）
- ケーテ：ケイ（ピンク・レディー）
- ガンコおじさん：荒井注
- 郷原：郷ひろみ
- 健太郎：清水健太郎
- ノンノン：森井信好
- パンツマン：辻佳紀（元阪神タイガース）

ほか

## サブタイトル・ゲスト出演
| 回数 | 放送日       | サブタイトル                 | ゲスト                                                            |
| ---- | ------------ | ---------------------------- | ----------------------------------------------------------------- |
| 1    | 1978年4月6日 | （サブタイトル無し）         | Char                                                              |
| 2    | 4月13日      | （サブタイトル無し）         | 野口五郎、太田裕美、狩人                                          |
| 3    | 4月20日      | （サブタイトル無し）         | 森進一、岩崎宏美、石野真子                                        |
| 4    | 4月27日      | （サブタイトル無し）         | 高田みづえ、細川たかし                                            |
| 5    | 5月4日       | （サブタイトル無し）         | レイジー                                                          |
| 6    | 5月11日      | ギャングだSOS                | アン・ルイス、岡田奈々、ニッキーズ                                |
| 7    | 5月18日      | ネッシーVS海賊               | 井上順、太田裕美                                                  |
| 8    | 5月25日      | 危険！サル一族               | 片平なぎさ、石野真子                                              |
| 9    | 6月1日       | 秀樹ルミ子の北極探検         | 西城秀樹、小柳ルミ子、松崎しげる                                  |
| 10   | 6月8日       | 恐怖のサイボーグ世界         | 沢田研二、高田みづえ、大場久美子                                  |
| 11   | 6月15日      | ウォンテッドかぐや姫         | 湯原昌幸、岩崎宏美、岡田奈々、クリッパー                          |
| 12   | 6月22日      | 海底王国の崩壊               | 野口五郎、石野真子                                                |
| 13   | 6月29日      | UFO学園テスト中！            | 狩人、草川祐馬、クリッパー                                        |
| 14   | 7月6日       | 保安官はサウスポー           | 新沼謙治                                                          |
| 15   | 7月13日      | GO！郷！モンスター           | かまやつひろし、高田みづえ、鈴木隆夫                              |
| 16   | 7月20日      | 地球よ！人類よさらば         | 沢田研二、香坂みゆき                                              |
| 17   | 7月27日      | ピンク、宇宙博に出現         | 石川さゆり、木之内みどり、石野真子                                |
| 18   | 8月3日       | 大磯ロングビーチで大追跡！   | ビューティ・ペア、ゴールデンペア（ナンシー久美&ビクトリア富士美） |
| 19   | 8月10日      | ひろみ百恵の赤い消滅         | 山口百恵、平尾昌晃、畑中葉子、樹木希林                            |
| 20   | 8月17日      | 夏だというのに雪男！         | 尾藤イサオ&ドーン、高田みづえ                                     |
| 21   | 8月24日      | マンガ王国大反乱！           | レイジー、クリッパー                                              |
| 22   | 8月31日      | 台風発生基地大爆発！         | 野口五郎、小柳ルミ子                                              |
| 23   | 9月7日       | 林檎命中殺人事件             | 千昌夫、石野真子、テレサ・テン                                    |
| 24   | 9月14日      | いとしのウイリアム・テルさま | 沢田研二                                                          |
| 25   | 9月21日      | 解明フェルメーテの謎         |                                                                   |
| 26   | 9月28日      | 遂に到着3978年               |                                                                   |

## スタッフ
- 構成：下山啓、沢口義明、居作中一
- プロデューサー：斉藤正人
- 演出：中村治信
- 制作：青柳脩
- 制作協力：T&C・ミュージック[1]
- 製作著作：TBS